# Marlise Saueressig
Marlise Saueressig (Novo Hamburgo, 24 de outubro de 1946 – Campo Bom, 25 de abril de 2022) foi uma atriz brasileira. Atriz eminentemente de teatro, estreou no cinema com o filme Os Mucker, quando venceu a categoria de Melhor Atriz no Festival de Gramado de 1979.
Outro papel de relevo nacional foi na minissérie O Tempo e o Vento, da Rede Globo, gravada na região do Vale do Sinos, em 1985.

## Trabalhos em cinema[4]
| Ano  | Título    | Personagem     |
| ---- | --------- | -------------- |
| 1985 | Cone Sul  |                |
| 1978 | Os Mucker | Jacobina Bentz |

## Trabalhos em televisão
| Ano  | Título            | Personagem       |
| ---- | ----------------- | ---------------- |
| 1985 | O Tempo e o Vento | Henriqueta Terra |

## Prêmios
| Ano  | Prêmio | Categoria                  | Resultado                  |
| ---- | ------ | -------------------------- | -------------------------- |
| 1979 | Kikito | Melhor Atriz por Os Mucker | Venceu [carece de fontes?] |